# Джейми Фревелети
Джейми Сюзън Фревелети (на английски: Jamie Freveletti) е американска адвокатка и писателка (авторка на бестселъри в жанровете трилър и криминален роман).

## Биография и творчество
Родена е през 1959 г. в Чикаго, щат Илинойс, САЩ. Майка ѝ Каролин е певица и актриса.
От малка спортува много и участва в състезания по маратонско бягане. Учи и се занимава с айкидо. Завършва Право в колежа. Премества се в Женева, където получава диплома по международни отношения. Връща се в Чикаго и работи като адвокат по колективни искове и дела за измами с ценни книжа.
Успоредно с работата си започва да пише. Първият ѝ трилър „Running from the Devil“ (Бягане към дявола) от поредицата ѝ „Ема Калдридж“ е издаден през 2009 г. Главната героиня е биохимик и се занимава с разследвания на злоупотреби и тероризъм с химични и биологични продукти. На помощ ѝ са агент Камерън Съмър и бившият офицер и консултант Едуард Банър. Книгата става международен бестселър и я прави известна. Удостоена с наградата за най-добър първи роман от Международната асоциация на писателите на трилъри и наградата „Бари“ за дебют.
Следващите ѝ книги също стават бестселъри и през 2011 г. е помолена от писателя Робърт Лъдлъм да участва в поредицата му „Приют едно“.
Джейми Фревелети живее със семейството си в Чикаго.

## Произведения

### Серия „Ема Калдридж“ (Emma Caldridge)
1. Running from the Devil (2009) – награда „Бари“ и награда за най-добър първи роман
2. Running Dark (2010)
3. The Ninth Day (2011)
4. Dead Asleep (2012)

новели към серията
- Risk (2012)
- Gone (2013)
- Run (2013)

### Участие в общи серии с други писатели

#### Серия „Приют едно“ (Covert-One) – сРобърт Лъдлъм
9. The Janus Reprisal (2012)
11. The Geneva Strategy (2015)
от серията има още 10 романа от различни автори